# Marvinbryantia
Marvinbryantia es un género de bacterias grampositivas de la familia Lachnospiraceae. Actualmente sólo contiene una especie: Marvinbryantia formatexigens. Fue descrita en el año 2008. Su etimología hace referencia al microbiólogo americano Marvin P. Bryant. El nombre de la especie hace referencia a la demanda de formato. Es inmóvil y anaerobia estricta. Anteriormente fue llamada Bryantella formatexigens, pero el nombre no fue válido. Catalasa y oxidasa negativas. Tiene un tamaño de 0,7 μm de ancho por 1,2 μm de largo. Se ha aislado de heces humanas.